# セーナーニコム駅
セーナーニコム駅（セーナーニコムえき、タイ語:สถานีเสนานิคม）はタイ王国バンコク都チャトゥチャック区にある、バンコク・スカイトレイン（BTS）スクムウィット線の駅。駅番号は「N12」。

## 概要
パホンヨーティン通りの直上、ソイ34付近に位置する。
2019年12月4日のスクムウィット線延伸開業と同時に無料供用開始、2020年1月3日より運用開始。

## 駅構造
高架式2面2線の相対式ホーム。可動式ホーム柵によるホームドア設置駅。

### 駅階層
| 3階                                |                                                |                        |
| 相対式ホーム（可動式ホーム柵有り） |                                                |                        |
| 1番線・上り■スクムウィット線       | モーチット・サイアム・サムロン・ケーハ方面     |                        |
| 2番線・下り■スクムウィット線       | ワット・プラシーマハタート駅・クーコット駅方面 |                        |
| 相対式ホーム（可動式ホーム柵有り） |                                                |                        |
| 2階                                | コンコース                                     | 自動券売機、自動改札口 |
| 1階                                | 出入口                                         | パホンヨーティン通り   |

## 駅周辺
- パオロー病院